# (38776) 2000 RK11
2000 RK11 (asteroide 38776) é um asteroide da cintura principal. Possui uma excentricidade de 0.25921660 e uma inclinação de 2.95984º.
Este asteroide foi descoberto no dia 1 de setembro de 2000 por LINEAR em Socorro.